# Columbella rusticoides
Columbella rusticoides is een slakkensoort uit de familie van de Columbellidae. De wetenschappelijke naam van de soort is voor het eerst geldig gepubliceerd in 1886 door Heilprin.